# Tố tụng hình sự

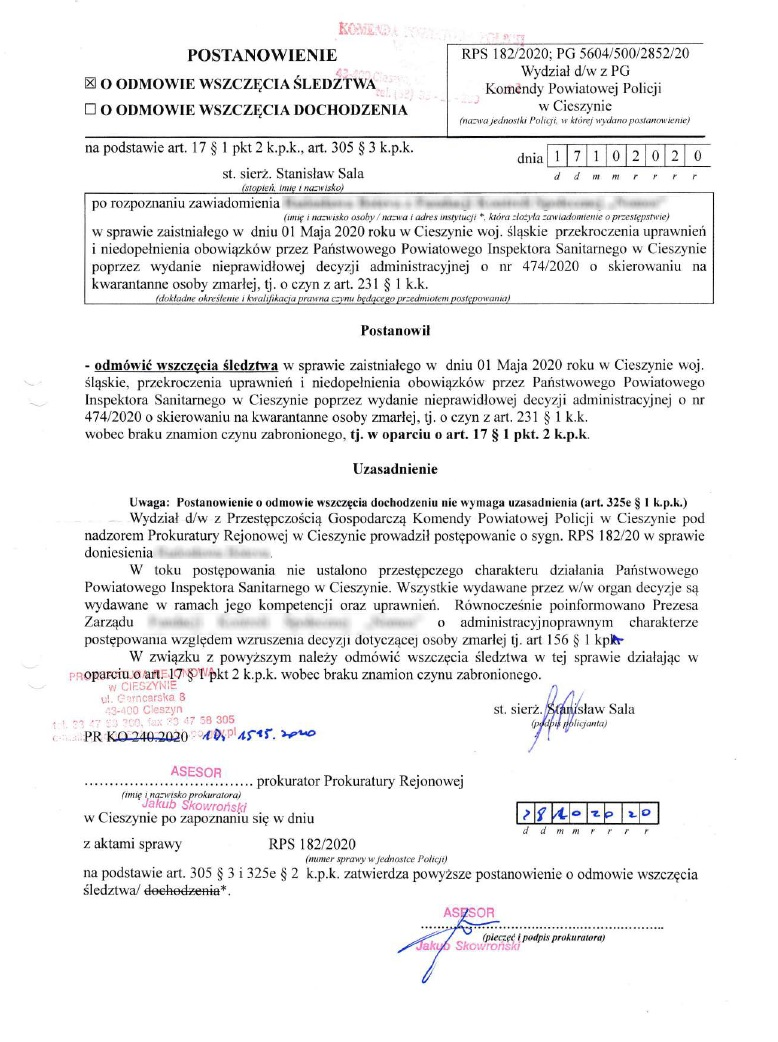
Biên bản tố tụng hình sự

Tố tụng hình sự là quá trình xét xử của luật hình sự. Mặc dù thủ tục tố tụng hình sự khác biệt đáng kể với các tài phán khác nhau, nhưng quá trình này thường bắt đầu bằng một cáo buộc hình sự chính thức với người bị xét xử hoặc được tại ngoại hoặc bị giam giữ, và dẫn đến việc kết án hoặc tha bổng cho bị cáo. Thủ tục tố tụng hình sự có thể là hình thức tố tụng hình sự tò mò hoặc bất lợi.

## Quyền cơ bản
Hiện nay, ở nhiều quốc gia có hệ thống dân chủ và pháp quyền, tố tụng hình sự đặt gánh nặng chứng minh cho bên công tố – nghĩa là, việc truy tố để chứng minh rằng bị cáo có tội vượt quá mọi nghi ngờ hợp lý, trái với có sự bào chữa chứng minh rằng họ vô tội, và mọi nghi ngờ đều được giải quyết có lợi cho bị đơn. Điều khoản này, được gọi là giả định vô tội, được yêu cầu, ví dụ, ở 46 quốc gia là thành viên của Hội đồng Châu Âu, theo Điều 6 của Công ước Nhân quyền Châu Âu, và nó được đưa vào các tài liệu nhân quyền khác. Tuy nhiên, trong thực tế, nó hoạt động hơi khác nhau ở các quốc gia khác nhau. Các quyền cơ bản như vậy cũng bao gồm quyền cho bị cáo biết hành vi phạm tội của mình đã bị bắt hoặc bị buộc tội và quyền xuất hiện trước một quan chức tư pháp trong một thời gian nhất định bị bắt giữ. Nhiều khu vực pháp lý cũng cho phép bị đơn có quyền tư vấn pháp lý và cung cấp cho bất kỳ bị cáo nào không đủ khả năng thuê luật sư riêng của họ với một luật sư được trả bằng chi phí công.

## Sự khác biệt trong tố tụng hình sự và dân sự
Hầu hết các quốc gia phân biệt khá rõ ràng giữa các thủ tục dân sự và hình sự. Ví dụ, một tòa án hình sự Anh có thể buộc bị cáo phải nộp phạt như hình phạt cho tội ác của mình và đôi khi anh ta có thể phải trả các chi phí pháp lý của việc truy tố. Tuy nhiên, nạn nhân của tội phạm theo đuổi tuyên bố của mình cho bồi thường trong một vụ kiện dân sự, không phải là một vụ kiện hình sự. Ở Pháp, Ý và nhiều quốc gia bên cạnh đó, nạn nhân của một tội ác (được gọi là "bên bị thương") có thể được bồi thường thiệt hại bởi một thẩm phán tòa án hình sự.